# Heaven (песня Авичи)
Heaven — третий посмертный сингл шведского диджея Авичи, записанный при участии вокалиста британской группы Coldplay Криса Мартина. Песня была выпущена 6 июня 2019 года как третий сингл с третьего студийного альбома Авичи Tim. «Heaven» стала третьим синглом (и вторым посмертным), занявшим первое место в чарте Billboard Dance/Mix Show Airplay 27 июля 2019 года.

## Запись
Песня была записана с Крисом Мартином в 2014 году, через пару месяцев после завершения работы над синглом «A Sky Full of Stars». Впервые она прозвучала во время выступления Авичи на фестивале Future Music в 2015 году. В период с 2015 по 2019 год в интернете циркулировали различные версии песни: несколько демо с участием Саймона Олдреда и несколько с Крисом Мартином. В конце концов, команда Авичи решила выпустить версию с Крисом.
В 2015 году Авичи представил «Heaven» на фестивале Ultra Music Festival 2015 вместе с вокалистом Саймоном Олдредом и сказал, что, по его мнению, он отдал должное треку. Считается, что изначально «Heaven» планировалось выпустить на втором альбоме Авичи «Stories» в 2015 году, но в итоге отложили, чтобы Авичи мог продолжить работу над песней. В 2016 году Авичи работал над версией «Heaven» с продюсером Карлом Фальком, которая теперь включала обновлённый вокал Саймона Олдреда и электрогитары. Avicii играл эту версию трека в течение 2016 года, вплоть до своего ухода. Перед смертью Тим сказал генеральному директору Universal Music Sweden Перу Сундину, что хотел бы выпустить версию с Крисом Мартином. Эту песню в память о нём сыграл Ники Ромеро на фестивале Kingsland в 2018 году. Как рассказал Ники, Тим прислал ему папку с новой музыкой, в основном незаконченной, но всё ещё пригодной для концертов. 27 мая 2018 года песня попала в сеть после того, как её прокрутили на радиостанции NRJ.
В апреле 2019 года было объявлено, что альбом «Tim», над которым Авичи работал до своей смерти, включит песню «Heaven», которая вышла 6 июня 2019 года.
В декабре 2019 года «Heaven» была исполнена вживую певцом Саймоном Олдредом на благотворительном концерте посвященному Авичи, все средства с концерта пошли в фонд Tim Bergling Foundation.

## Чарты
| Чарт (2019)                                     | Высшая позиция |
| ----------------------------------------------- | -------------- |
| Австралия (ARIA)                                | 20             |
| Австралия (ARIA Dance)                          | 3              |
| Австрия (Ö3 Austria Top 40)                     | 21             |
| Бельгия/Фландрия (Ultratop 50)                  | 15             |
| Бельгия/Фландрия (Ultratop Dance)               | 5              |
| Бельгия/Валлония (Ultratop 50)                  | 10             |
| Бельгия/Валлония (Ultratop Dance)               | 7              |
| Канада (Billboard Canadian Hot 100)             | 38             |
| Хорватия (HRT)                                  | 75             |
| Чехия (Singles Digitál Top 100)                 | 8              |
| Дания (Tracklisten)                             | 20             |
| Европа Euro Digital Songs (Billboard)           | 5              |
| Финляндия (Suomen virallinen lista)             | 8              |
| Франция (SNEP)                                  | 119            |
| Германия (GfK)                                  | 30             |
| Германия Germany Dance (Official German Charts) | 3              |
| Греция (IFPI)                                   | 25             |
| Венгрия (Rádiós Top 40)                         | 10             |
| Венгрия (Single Top 40)                         | 12             |
| Венгрия (Stream Top 40)                         | 7              |
| Ирландия (IRMA)                                 | 15             |
| Италия (FIMI)                                   | 49             |
| Япония (Billboard Japan Hot 100)                | 39             |
| Латвия (LAIPA)                                  | 12             |
| Литва (AGATA)                                   | 11             |
| Мексика Mexico Ingles Airplay (Billboard)       | 1              |
| Нидерланды (Dutch Top 40)                       | 9              |
| Нидерланды (Mega Top 50)                        | 15             |
| Нидерланды (Single Top 100)                     | 16             |
| Новая Зеландия (Recorded Music NZ)              | 32             |
| Норвегия (VG-lista)                             | 6              |
| Польша (Polish Airplay Top 100)                 | 44             |
| Португалия (AFP)                                | 44             |
| Сан-Марино (SMRRTV Top 50)                      | 5              |
| Шотландия (OCC Scotland)                        | 10             |
| Словакия (Rádio — Top 100)                      | 21             |
| Словакия (Singles Digitál Top 100)              | 7              |
| Словения (SloTop50)                             | 20             |
| Испания (PROMUSICAE)                            | 78             |
| Швеция (Sverigetopplistan)                      | 2              |
| Швейцария (Schweizer Hitparade)                 | 11             |
| Великобритания (OCC UK Singles)                 | 20             |
| США (Billboard Hot 100)                         | 83             |
| США (Billboard Dance Club Songs)                | 50             |
| США (Billboard Hot Dance/Electronic Songs)      | 4              |

| Чарт (2019)                                   | Позиция |
| --------------------------------------------- | ------- |
| Бельгия (Ultratop Flanders)                   | 57      |
| Бельгия (Ultratop Wallonia)                   | 59      |
| Венгрия (Rádiós Top 40)                       | 48      |
| Нидерланды (Dutch Top 40)                     | 52      |
| Швеция (Sverigetopplistan)                    | 74      |
| США US Hot Dance/Electronic Songs (Billboard) | 30      |

## Сертификация
| Регион                                                                      | Сертификация  | Продажи |
| --------------------------------------------------------------------------- | ------------- | ------- |
| Бразилия (ABPD)                                                             | 3× Платиновый | 120 000 |
| Дания (IFPI Danmark)                                                        | Золотой       | 45 000  |
| Франция (SNEP)                                                              | Золотой       | 100 000 |
| Италия (FIMI)                                                               | Платиновый    | 70 000  |
| Новая Зеландия (RMNZ)                                                       | Золотой       | 15 000  |
| Португалия (AFP)                                                            | Золотой       | 5000    |
| Испания (PROMUSICAE)                                                        | Золотой       | 30 000  |
| Великобритания (BPI)                                                        | Серебряный    | 200 000 |
| США (RIAA)                                                                  | Золотой       | 500 000 |
| Данные о продажах + прослушиваниях приведены только на основе сертификации. |               |         |